# Marquita Rivera
Marquita Rivera (nacida como María Heroína Rivera de Santiago; 18 de mayo de 1922 - 21 de octubre de 2002), alias "La Reina del Ritmo Latino", fue una actriz, cantante y bailarina puertorriqueña.

## Primeros años
Rivera nació en Fajardo, Puerto Rico, siendo hija de Jesús Rivera y Pérez y Clara de Santiago. Era la menor de una familia de doce miembros, siendo una de cinco hijas y siete hijos. En 1929, su madre la trasladó a ella y a sus seis hermanos a la ciudad de Nueva York, ya que su padre y los demás hijos se habían quedado en Puerto Rico. A los seis años, Rivera estudió inicialmente danza y flamenco con Eduardo Cansino, el padre de Rita Hayworth, quien le regaló un juego de castañuelas.

## Carrera como actriz y cantante

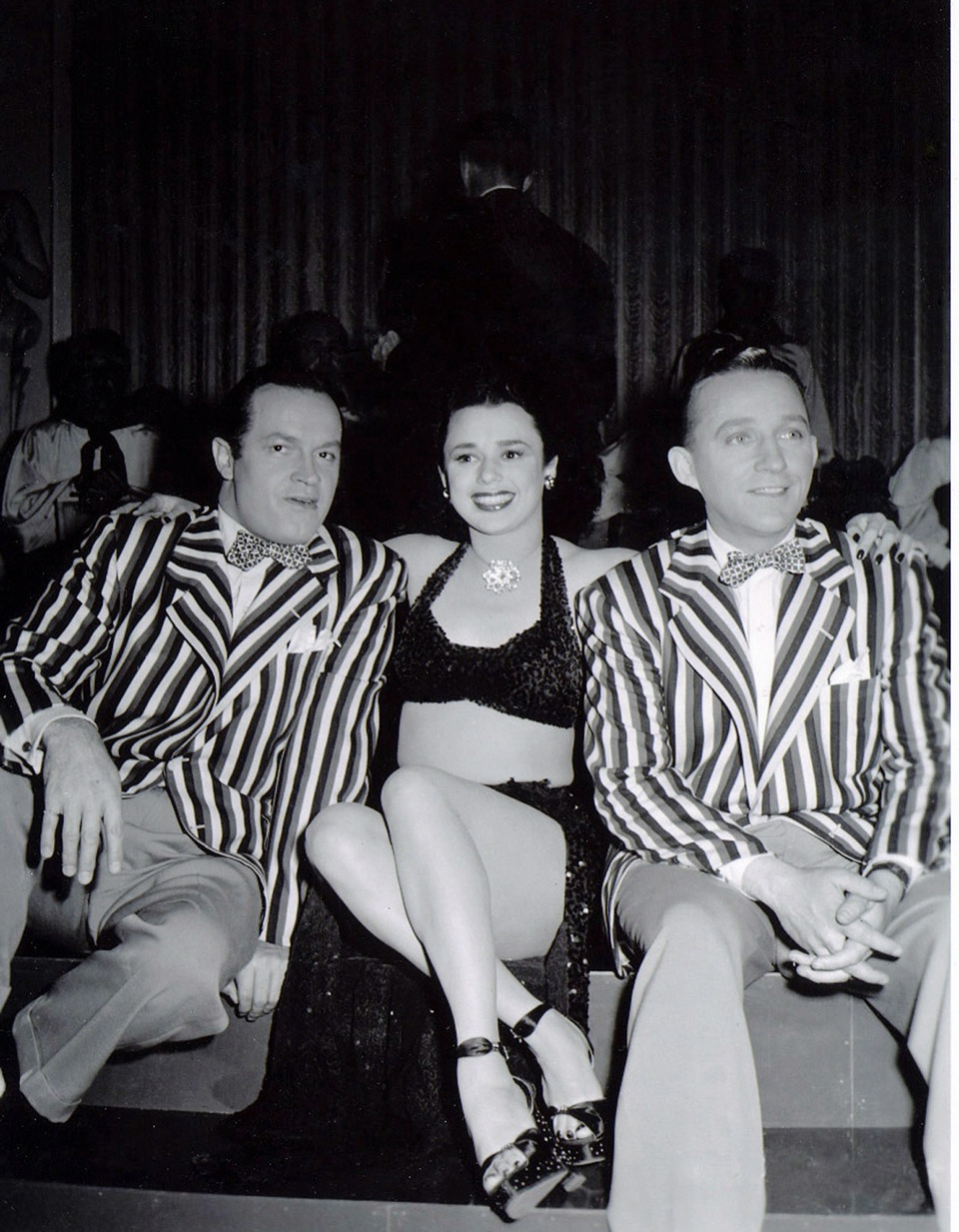
Marquita Rivera juntó con Bob Hope y Bing Crosby en 1947

Siendo amiga durante su infancia del director de orquesta Tito Puente, Rivera, acompañada por su madre diseñadora de vestuario, obtuvo su primer papel como bailarina principal en la producción de Broadway George White's Scandals en 1936. A continuación actuó en la Exposición General de segunda categoría de Nueva York de 1939, a la que asistieron el Rey Jorge VI y la Reina Isabel durante sus respectivas visitas reales, algo que ella consideraba el punto culminante de su incipiente carrera.
Realizó giras por Boston, Chicago y Filadelfia en bandas dirigidas por Paul Whiteman y Noro Morales. Actuó en muchos locales de Nueva York, como The Apollo, Roxy, Paramount, Loew's State Theatre, Strand y Radio City Music Hall, y compartió escenario con artistas como Ella Fitzgerald, Frank Sinatra, Mickey Rooney, Ann Miller, Dean Martin y Jerry Lewis, Kathryn Grayson, Victor Borge, Ed Sullivan, Merv Griffin y Betty Hutton.
Rivera montó su propio espectáculo y actuó en el Latin Quarter (club nocturno) y en el Havana-Madrid de Nueva York. En su tierra natal, donde actuó en locales como el Zero's Nightclub y el Teatro El San Juan, se convirtió en una estrella. A mediados de la década de 1940, Rivera fue contratada por los estudios Azteca de Ciudad de México. Actuó para el director Fernando Soler en Me persigue una mujer (1947) con José Torvay y David Silva, y en la comedia El Conquistador (1947), protagonizada por Torvay y Enrique Herrera. Después de terminar su contrato en Azteca, Rivera firmó un contrato en Hollywood con Paramount Pictures, e hizo su debut en el cine estadounidense como cantante principal e intérprete especial en la comedia de Bob Hope-Bing Crosby The Road to Rio (1947). Aunque Rivera fue seleccionada en una encuesta de popularidad por los cinéfilos mexicanos para protagonizar una biografía cinematográfica independiente de la difunta "escupidora mexicana" Lupe Vélez, la película fue archivada cuando surgieron problemas legales relacionados con el patrimonio de Vélez.
Siguió trabajando en "lugares calientes" en el famoso club nocturno Ciro's con la banda de Desi Arnaz. En 1948, Rivera fue honrada con la Llave de la Ciudad de San Juan por la alcaldesa Felisa Rincón de Gautier por sus logros en Broadway, México y en Hollywood. En diciembre de 2011, fue homenajeada en Puerto Rico con honores especiales del Senado por sus logros como una de las primeras actrices latinas/estadounidenses, a la que asistieron dos de sus hijos. En mayo de 2012, Rivera fue galardonada en Chicago, Ill con el Premio Antonio Martorell a la Excelencia Artística en su 90 cumpleaños, al que asistió su hijo.

## Vida personal
Rivera estuvo casada con el magnate de empresas Albert Vernon Ashbrook desde 1946 hasta 1949 y tuvieron una hija, Marquita, su tocaya. En 1951 se casó en Nueva York con el médico Eugene N. Biscardi II, con quien tuvo seis hijos y permaneció casada hasta su muerte en 1988. Sobre sus hijos, el mayor, Eugene Biscardi III, quién fue modelo hasta convertirse en fotógrafo de moda, ha aparecido ocasionalmente como actor de cine y televisión, y su hija Jessica Biscardi, modelo y actriz, fue la ganadora de Miss New York en 1973.
En la década de 1950, Rivera se concentró en la crianza de su numerosa familia e hizo pocas apariciones públicas. En 1963, hizo una aparición especial en el Carnegie Hall con los intérpretes de ópera Thomas Hayward, Rina Telli, Dino Formichini y James Boxwill, dirigidos por el director de la Orquesta Filarmónica de Nueva York Warner S. Bass. En 1977, regresó a los escenarios en un compromiso limitado de su propia revista off-Broadway, The Marquita Rivera Show. En la década de 1980, su marido, el Dr. Biscardi, se jubiló y la pareja se trasladó a Los Ángeles, donde Rivera hacía ocasionalmente apariciones en televisión y viajaba como jurado de concursos de belleza. Tras la muerte de su marido en 1988, Rivera decidió retirarse por completo.

## Muerte
El 21 de octubre de 2002, Rivera falleció en el Centro Médico Cedars-Sinaí de Los Ángeles, California, tras sufrir un derrame cerebral. Le sobreviven sus siete hijos, así como 17 nietos y 1 bisnieto.